# Habsburg–Lotaringiai Károly Lajos osztrák–magyar trónörökös
Károly Lajos József Mária (németül: Karl Ludwig Joseph Maria; Bécs, Osztrák Császárság, 1833. július 30. – Bécs, Osztrák–Magyar Monarchia, 1896. május 19.), Habsburg–Lotaringiai-házból származó osztrák főherceg, az Osztrák–Magyar Monarchia trónörököse 1889 és 1896 között, aki I. Ferenc József császár és király öccseként annak fiát, Rudolf főherceget, aki 1889-ben vesztette életét a mayerlingi tragédia során, követte a trónöröklési sorban. A főherceg volt Ferenc Károly és Bajorországi Zsófia Friderika főhercegné harmadik gyermeke.

## Élete

### Származása

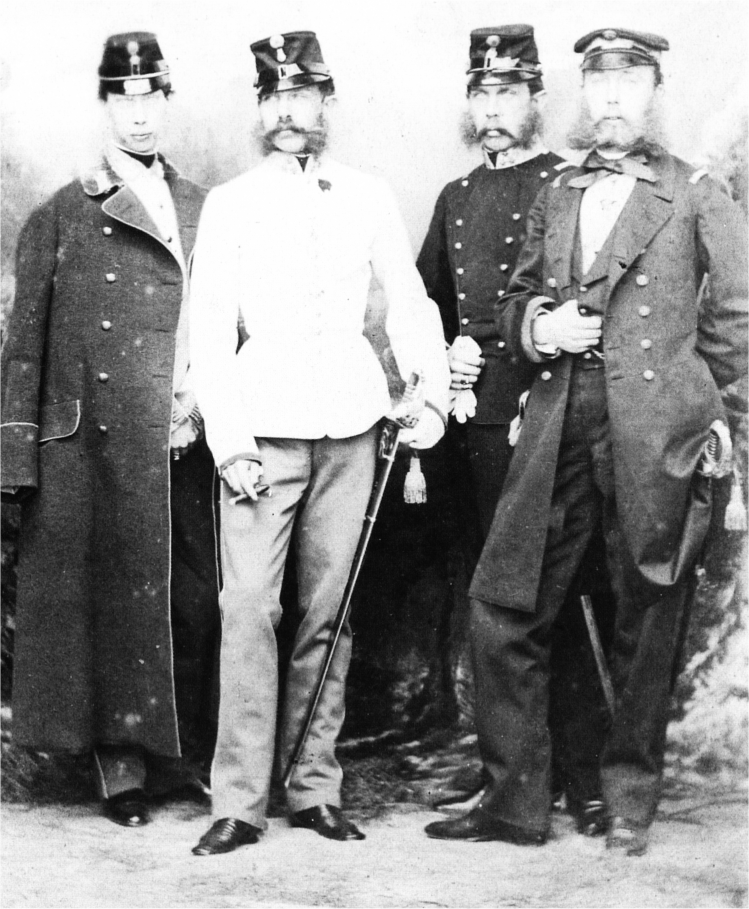
A testvérek (balról jobbra): Lajos Viktor, Ferenc József, Károly Lajos és Ferdinánd Miksa főherceg

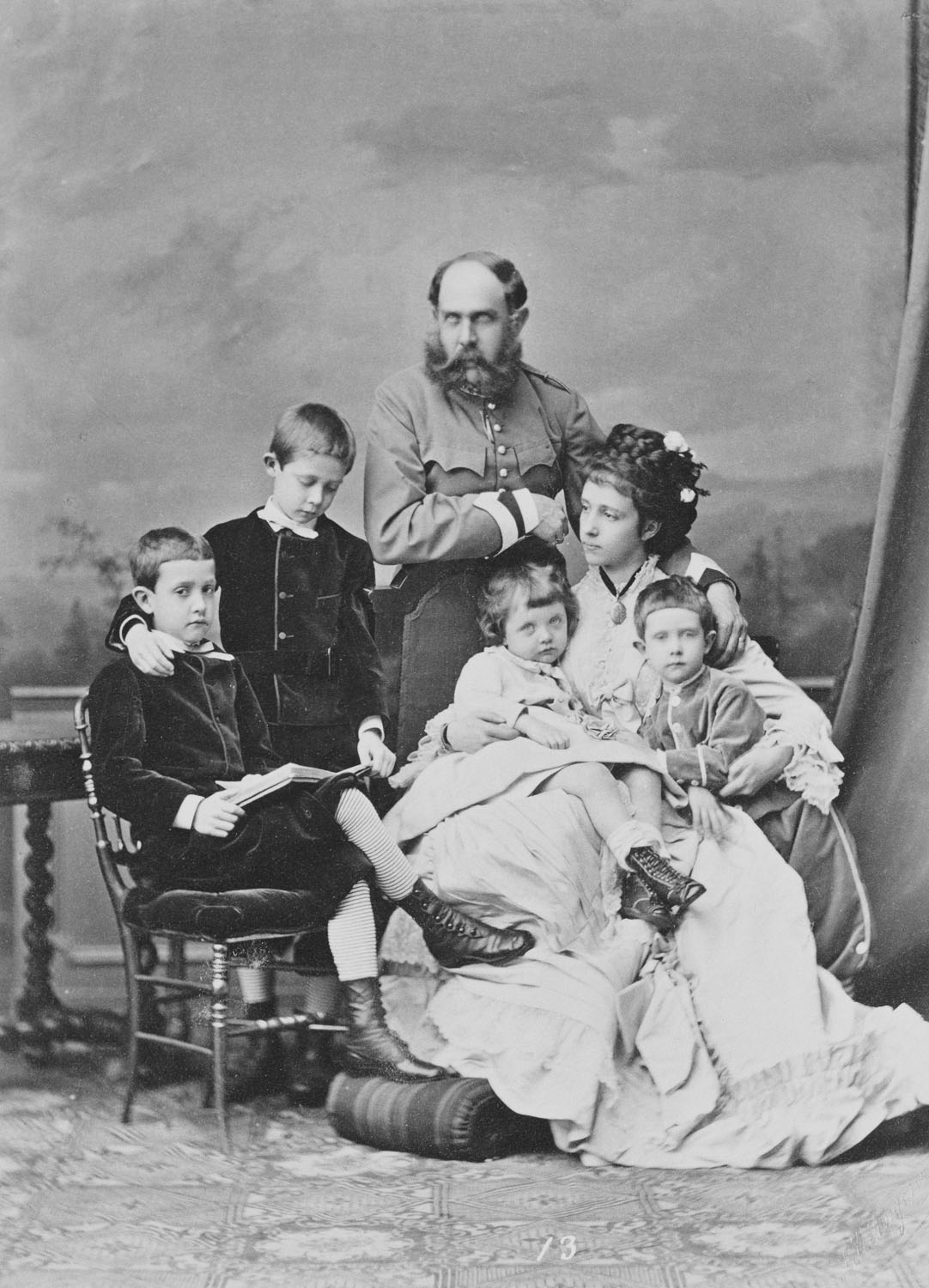
Károly Lajos főherceg második felesége, Bourbon–Szicíliai Mária Annunciáta hercegnő és gyermekeik, Ferenc Ferdinánd, Ottó Ferenc főherceg, Margit Zsófia és Ferdinánd Károly Lajos főhercegek társaságában

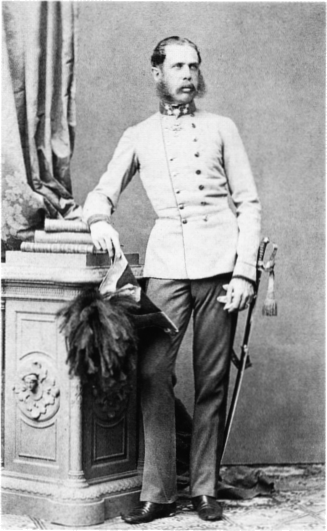
Károly Lajos főherceg 1861-ben

Károly Lajos főherceg édesapja Habsburg–Lotaringiai Ferenc Károly főherceg (1802–1878) volt, II. Ferenc (1768–1835) német-római császárnak, magyar és cseh királynak (1804 után I. Ferenc néven osztrák császárnak) és császárnénak, a Bourbon-házból való Mária Terézia Karolina nápoly–szicíliai királyi hercegnőnek (1772–1807) második fia.
Édesanyja a Wittelsbach-házból való Zsófia Friderika bajor királyi hercegnő (1805–1872) volt, I. Miksa bajor királynak, és második feleségének, az evangélikus vallású Karolina Friderika Vilma badeni hercegnőnek leánya.
Károly Lajos a család harmadik gyermekeként született. Felnőttkort megérő testvérei: 
- Ferenc József főherceg, később I. Ferenc József osztrák császár (1830–1916)
- Ferdinánd Miksa főherceg, a későbbi I. Miksa mexikói császár (1832–1867)
- Lajos Viktor főherceg (1842–1919), akit homoszexuális hajlamai miatt később kitagadtak a császári családból.

Anyja, Zsófia főhercegné erősen hívő katolikus szellemben nevelte fiát. A fiú ennek következtében a vallási őrület határára jutott, hintójából áldást osztott az utcai járókelőknek. Taníttatását Bombelles Henrik irányította (Rudolf főudvarmesterének apja). Károly Lajos – ellentétben bátyjával, Ferenc Józseffel – nem jeleskedett a politikai pályán. A szokásos katonai pályát futotta be. 1848-ban, 15 évesen a 7. császári ulánus ezred tulajdonosa és ezredese lett. Később a Subov orosz dragonyos század főnöke, majd a 8. porosz királyi ulánus ezred tulajdonosa.
1853–1855 között a galíciai helytartóságnál működött. 1855-ben Tirol tartomány császári helytartójává nevezték ki, ezt a hivatalt hat éven át töltötte be. 1861. március 9-én altábornaggyá, majd 1884 októberében lovassági tábornokká nevezték ki. Azonban a politikát és a katonai mesterséget nem sokra tartotta, inkább a művészeteket kedvelte. Több művészegylet védnöki tisztségét viselte, gyakran rendezett bálokat és jótékonysági rendezvényeket. A Vöröskereszt helyettes védnöki, az „önkénytes mentőtársulat” védnöki tisztségét töltötte be, elvállalta az 1873-as bécsi világkiállítás fővédnöki tisztségét is. 1877-ben a Bécsi Tudományos Akadémia tiszteletbeli tagjává választották.

### Házasságai és gyermekei
Károly Lajos főherceg háromszor nősült. Mindhárom feleségét édesanyja, a szigorú Zsófia Friderika főhercegné választotta ki számára.
Első házasságát a Wettin-házból származó Margit Karolina szász királyi hercegnővel, I. János szász király és Amália Auguszta bajor királyi hercegnő leányával, I. Miksa bajor király unokájával kötötte. Az esküvőt 1856. április 11-én tartották Szász Királyságbéli Drezdában, ám a fiatalasszony két évvel később, 1858. szeptember 15-én Monzában, mindössze tizennyolc évesen váratlanul elhunyt. A házasság gyermektelen maradt. Első feleségének halála után az özvegy hosszabb ideig Rómában élt, az államügyektől is visszavonult.
Második felesége a Bourbon-ház kettős szicíliai ágából származó Mária Annunciáta nápoly–szicíliai királyi hercegnő, II. Ferdinánd, Nápoly és Szicília királyának és Habsburg–Tescheni Mária Terézia Izabella főhercegnőnek a leánya volt. A hivatalos házassági szerződést 1862. október 16-án kötötték Rómában, a tényleges esküvőre 1862. október 21-én került sor Velencében. Mária Annunciáta 1871. május 4-én hunyt el tüdőbetegség következtében Bécsben. A házasságból összesen négy gyermek született:
- Ferenc Ferdinánd főherceg (1863–1914), apja 1896-ban bekövetkezett halála után ő lett a Monarchia trónörököse, 1914-es meggyilkolásáig.
- Ottó Ferenc főherceg (1865–1906), fia, Károly főherceg miután nagybátyját, Ferenc Ferdinándot meggyilkolták, az Osztrák–Magyar Monarchia trónörököse lett, majd Ferenc József császár 1916. november 21-én bekövetkezett halála után Ausztria császára és Magyarország királya lett.
- Ferdinánd Károly Lajos főherceg (1868–1915), későbbi polgári nevén Ferdinand Burg.
- Margit Zsófia főhercegnő (1870–1902), aki Albert württembergi herceghez ment feleségül.

Harmadik házasságát 1873. július 23-án kötötte a Bragança-házból való Mária Terézia portugál infánsnővel, I. Mihály portugál király és Adelheid löwenstein–wertheim–rosenbergi hercegnő leányával. Az esküvőt a Majna-menti Kleinheubachban, a Löwenstein–Wertheim–Rosenberg Hercegség székhelyén, a feleség szülővárosában tartották. Mária Terézia majd fél évszázaddal férje halála után, 1944. február 12-én hunyt el Bécsben. E házasságból két leány született:
- Mária Annunciáta főhercegnő (1876–1961), aki Prágában a hradzsini Szent Teréz kolostor apátnője lett.
- Erzsébet Amália főhercegnő (1878–1960), aki Alajos liechtensteini herceghez ment feleségül, az ő fiuk lett II. Ferenc József, Liechtenstein uralkodó hercege.

### Az Osztrák–Magyar Monarchia trónörököse (1889–1896)
A nyarakat családjával együtt a wartholzi kastélyban töltötte, messze a bécsi udvar merev etikettjétől. A főherceg születésnapjait rendszerint szűk családi körben, a kastélyban ünnepelték. A főherceg idős korában megtanult magyarul, és gyermekei tanrendjébe is felvétette a magyar nyelvet. 1889-ben megvásárolta az akkor Magyarországhoz tartozó kistapolcsányi kastélyt, ahol családjával együtt töltötte el az év egy részét.
Unokaöccsének, Rudolf főhercegnek 1889. január 30-án Mayerlingben elkövetett öngyilkossága után, mint a császár legidősebb öccse, az Osztrák–Magyar Monarchia trónörököse lett, 1896-ban bekövetkezett haláláig.
Fia, Ferenc Ferdinánd főherceg 1895-96 telén Egyiptomban gyógykezeltette magát. Károly Lajos meglátogatta fiát Kairóban. Utazást tett Palesztinában is, ahol ivott a Jordán folyó fertőzött vizéből, ennek következtében megbetegedett, és hamarosan, 1896. május 19-én Bécsben meghalt.